# Maria Łukaszewicz
Maria Łukaszewicz (ur. 18 maja 1944 w Warszawie) – polska działaczka samorządowa, Honorowa obywatelka miasta stołecznego Warszawy.

## Życiorys
Ukończyła XIII Liceum Ogólnokształcące im. płk. Leopolda Lisa-Kuli w Warszawie. Jest absolwentką Państwowego Studium Stenotypii i Języków Obcych oraz Szkoły Głównej Planowania i Statystyki. Ukończyła także podyplomowe studia z zakresu zarządzania w administracji publicznej na Akademii Leona Koźmińskiego w Warszawie. 
Od 1994 pracowała w administracji lokalnej na terenie Warszawy. Była między innymi skarbnikiem Gminy Wilanów, a następnie główną księgową i skarbnikiem dzielnicy Ursus oraz dyrektor ds. finansów na terenie dzielnicy Mokotów. 
W latach 2003–2006 pełniła urząd burmistrza Ursusa. Następnie w latach 2006–2023 zasiadała w Radzie m.st. Warszawy. Jako radna pracowała w: Komisji Infrastruktury i Inwestycji, Komisji Rewizyjnej, Komisji Zdrowia, Komisji Etyki, Komisji Sportu i Turystyki oraz Komisji Budżetu i Finansów, której przez cztery kadencje przewodniczyła.
Uchwałą Rady m.st. Warszawy nr XXII/866/2025 została 26 czerwca 2025 wyróżniona tytułem Honorowego obywatela miasta stołecznego Warszawy.